# Schizocosa chiricahua
Schizocosa chiricahua is een spinnensoort in de taxonomische indeling van de wolfspinnen (Lycosidae).
Het dier behoort tot het geslacht Schizocosa. De wetenschappelijke naam van de soort werd voor het eerst geldig gepubliceerd in 1978 door Charles Denton Dondale & Redner.